# Gunnar Åhs
Gunnar Johan Åhs (ur. 5 września 1915 w Uppsali, zm. 6 maja 1994 w Johanneshov) – szwedzki bobsleista, brązowy medalista mistrzostw świata.

## Kariera
Największy sukces w karierze Åhs osiągnął w 1961 roku, kiedy wspólnie z Gunnarem Garpö, Erikiem Wennerbergiem i Börje Hedblomem zdobył brązowy medal w czwórkach podczas mistrzostw świata w Lake Placid. Był to jedyny medal wywalczony przez niego na międzynarodowej imprezie tej rangi. W 1952 roku wystartował na igrzyskach olimpijskich w Oslo, gdzie zajął siódme miejsce w czwórkach. Brał także udział w rozgrywanych cztery lata później igrzyskach w Cortina d’Ampezzo, zajmując szesnaste miejsce w tej samej konkurencji.